# Лаз-7
„Лаз-7“ е самолет, разработен в Държавната самолетна фабрика (ДСФ), Ловеч под ръководството на главния инженер Цветан Лазаров.
Конструиран, изработен и изпитан в България, това е най-масово произвежданият самолет в самолетостроителните фабрики в България до закриване на самолетостроителното производство през 1954 г. Предназначен е за първоначално обучение и тренировки в т. ч. и за високо спортно майсторство с изпълняване на фигури от висшия пилотаж без ограничение.

## История
На колектива на новата самолетна фабрика край гр. Ловеч се възлага от Началника на въздушно техническо управление към ВВС полковник Август Кабакчиев участие в конкурс, организиран от Югославия, за изработването на проект за самолет за първоначално обучение. При голямо натоварване, поради късите срокове, за около 40 дни са представени основни данни за самолета: описание, устройство, аеродинамични и якостни изчисления и някои детайлни чертежи.
По проекта, наречен „Лястовица“, работят главен инженер на Държавна самолетна фабрика (Ловеч) (ДСФ-Ловеч) инж. Цветан Лазаров и конструкторите Даньо Йотов, Каратодоров и Томов. Проектът спечелва втора награда, премиран е със 150 000 лева и за сравнителни изпитания в Югославия трябва да се изпратят два образеца. На 28 август 1947 година започва работата по изработването на първия прототип и на 10 юли 1948 година прототипът е завършен. На 12 юли 1948 г. началникът на ДСФ-Ловеч полковник инж. Петко Попганчев излита за първия изпитателен полет. Изпитанията са успешни. Самолетът изпълнява всички фигури от висшия пилотаж и се потвърждават заложените полетни характеристики.
Сравнителните изпитания в Югославия със спечелилия първа награда югославски самолет Аеро-2 доказват високите полетни качества на българската машина и в ДСФ – Ловеч започва производството на прототипите Лаз-7.2 и Лаз-7.3, в които се внасят промени свързани с кабината, опашните плоскости и конструкцията на крилото. По инициатива на конструкторите на фабриката, самолетът получава името Лаз-7 на името на конструктора си и цифрата „7“ – годината, в която е конструиран – 1947. Така „Лястовицата“ поставя началото и на бъдещи разработки, свързани с името на този изключителен авиационен специалист.
Поради скъсване на отношенията с Югославия през 1948 година, поради различия в партийната политика на Югославия и комунистическия блок от държави начело със СССР, прототипът Лаз-7.2 остава в България и резултатите от изпитанията дават основание на командването на ВВС да разпореди серийно производство за нуждите на българската бойна авиация. На 10.06.1949 година е заложена първата серия от 10 машини на базата на Лаз-7.2, с някои промени в конструкцията във връзка с изискванията на ВВС. На прототипите, поради предназначението им основно като учебни машини, главното пилотско място е второто. На серийните машини, главното пилотско място е предното и е възможно воденето на огън, както и прицелно пускане на бомби.
Произведени са общо 16 серии по 10 самолета Лаз-7 и 15 серии от модификацията Лаз-7М или общо 310 самолета. За обезпечаване на това производство са изработени и изпитани 3 прототипа, обозначени като Лаз-7.1, Лаз-7.2 и Лаз-7.3. 
Поради високите качества на Лаз-7М за първоначално обучение на летци, са заявени за износ в Полша 100 броя и за Египет 50 броя. Ликвидирането от държавата на българското самолетостроене през 1954 година е причина да не се реализира този износ, както и да не се развива успешно работещата българска самолетостроителна индустрия.
Държавната самолетна фабрика – Ловеч от съображения за секретност е преименувана в Завод 14, а след преустановяване на производството на самолети, заводът има ново име – завод Балкан.
С двете си тандемно разположени седалки самолетът е предназначен за първоначално обучение на пилоти и щурмани. Създадени са варианти за бойно използване на самолета и за провеждане на учебно-бойна подготовка. Тези самолети са съоръжени с две неподвижни пилотски картечници, монтирани в крилата, извън зоната на въздушния винт и бомбодържатели за шест бомби по 10 – 20 килограма или 2х50 килограма под тялото. Лаз-7 е използван и в аероклубовете към ДОСО (Доброволна организация за съдействие на отбраната) за подготовка на летци по моторно летене и високо спортно майсторство.

## Конструкция
Двигателят, 6-цилиндров, редови с въздушно охлаждане и висящи цилиндри Walter Minor 6.III с максимална мощност 117,6 kw/160 hp е чешко производство. Винтът е двулопатен, дървен с фиксирана стъпка, българско производство. Двигателят, поради късане на коляновия вал, е причината за аварии в процеса на експлоатацията на самолета и гибелта на инструктори и курсисти. Това налага да се направят конструктивни промени, като се подменя двигателят със съветски звездообразен петцилиндров двигател М-11ФР с въздушно охлаждане и мощност 160 hp, а модификацията на самолета е известна като Лаз-7М. Този масово произвеждан двигател е доказал надеждността си с вграждането в известните По-2 и Як-18.
Фюзелажът има смесена конструкция – изпълнена е в силовата част от ферма от заварени тънкостенни стоманени тръби, напречни профилиращи шперплатови рамки – (шпангоути) и надлъжни летви – (стрингери) за оформяне на елиптично сечение на тялото. В предната част до двигателя обшивката е от дуралуминиева ламарина, а останалата е обшита с ленено платно.
Пилотската кабина е двуместна с тандемно разположени седалки, пригодени за полет със седалищни парашути. При серийните самолети предното място е главното пилотско място и е оборудвано с бордни уреди и органи за управление на системите на самолета. Управлението е възможно и от двете кабини.
Крилото е трапецовидно с полукръгли дъги в план и са използвани три различни профили NACA по разпереността му. Така е постигнато аеродинамично „посукване“, което подобрява работата му при различни ъгли на атака. Има положителна V-образност. Серийно произвежданите Лаз-7 (от Лаз-7.3 нататък) крилото е съставено от три части – центроплан и захванати към него две полукрила. Конструкцията е изцяло дървена, като от втория прототип и всички серийни машини, обшивката е изцяло от шперплат, облепен отгоре с ленен плат, китван, шлайфан и лакиран. Двата надлъжника допълнително са усилени и от VI серия до края на производството на Лаз-7 е възможно да се изпълняват всички фигури от висшия пилотаж без ограничение. При разработката на модификацията Лаз-7М под ръководството на гл. инженер Кирил Кърлов е направено ново крило. То запазва геометричните размери, профили и формата в план, аеродинамичните характеристики и механизацията, но е използвана нова технология – изработено е като едно цяло и се захваща за тялото на самолета. Макар да има недостатъци – трудно се ремонтира по време на експлоатация, то е много по-здраво от съставното крило и е със 70 kg по-леко. По изходящия ръб на крилото има елерони с обшивка от плат, а в долната повърхност между елероните и тялото са поставени клапи подкрилки, ръчно управлявани и с максимален ъгъл до 48 градуса при кацане. Вероятно по настояване на инж. Кърлов по-късно тази модификация в някои източници се обозначава като ЗАК-1 (Заводски авторски колектив – 1), но не са известни документи за това преименуване както по време на производството, така и по време на експлоатацията на модификацията на самолета.
Опашните плоскости са дървена конструкция изпълнена по кръстообразна схема. Хоризонталният и вертикалният стабилизатор са с обшивка от шперплат, а кормилата са с обшивка от плат.
Колесникът е триопорен с опашно колело. За прототипите и първите 20 серийни самолета, колесникът е неприбираем, подпрян отзад с подпорни стойки под 45 градуса, с маслено-въздушна амортизация на основните стойки и с обтекатели. От трета серия нататък Лаз-7 е изпълнен с прибираем колесник назад в крилото, като извън контура на крилото остава около един радиус от колелото. Прибирането и спускането става ръчно. Опашното колело е самоориетиращо се, неприбираемо и е с амортизация от каучукови въжета.

## Въоръжение
Въоръжение е монтирано на самолетите от I до VI серия, от IX до XI и на XV и XVI серия (общо на 110 самолета). Състои се от две неподвижно монтирани картечници калибър 7,92 mm от типа T6-200 (MG 17), немско производство или чехословашките М-30 с боекомплект от 250 патрона. Презареждането е ръчно от първа кабина и се осъществява със стоманени въжета. Стрелбата е с електроспусък. Под средната част на тялото е монтиран хоризонтален бомбодържател за 6х10-20 килограмови бомби или 2х50 kg. Освобождаването на бомбите става по електропневматичен или механичен начин, като за точността на попаденията е монтиран механичен прицел тип „Завод 14“, пригоден за бомбардиране чрез четири мушки и визирни линии за височина на полета от 30, 200, 400, и 600 метра.

## Технически данни
- Екипаж – 2
- Двигател – Walter Minor 6.III, (Лаз-7М – М-11ФР)
- Мощност, максимална – 117,6 kW/160 hp
- Мощност, крайцерска – 92 kW/125 hp
- Дължина – 8,20 m
- Височина – 2,32 m
- Разпереност на крилото – 10,60 m
- Носеща площ – 16,40 m2
- Маса, празен – 765 kg (Лаз-7М – 870 kg)
- Маса, максимална стартова без въоръжение – 1078 kg
- Маса, максимална стартова с един пилот и въоръжение – 1130 kg, (Лаз-7М – 1310 kg)
- Скорост, максимална без въоръжение Н=500 m – 218 km/h
- Скорост, крайцерска без въоръжение – 194 km/h
- Скорост, максимална с въоръжение и един пилот – 199 km/h
- Скорост, крайцерска с въоръжение и един пилот – 188 km/h
- Практически таван при максимална стартова маса – 3500 m

## Във военната авиация
Построени са 110 самолета, които постъпват на въоръжение във ВВС в новосформирани полкове с леки нощни бомбардировачи в градовете Ямбол и Стара Загора, прераснали по-късно в Ямболска и Старозагорска дивизии. Летенето е интензивно с полети денем и нощем, визуално и самолетоводене по прибори, изпълнение на фигури от висш пилотаж и бойно използване на самолета. В годините на реактивната авиация поделенията нямат особена бойна стойност, но Лаз-7 е школа за пилоти и щурмани за по-лесно бъдещо усвояване на новата материална база на ВВС. На Лаз-7 се провежда обучение и полагане на първите пилотски изпити в Народното военновъздушно училище „Георги Бенковски“ в Долна Митрополия. Дълги години това е основният самолет, използван от ДОСО в аероклубовете на страната за обучение по моторно летене и висш пилотаж.

## Наименование на „Лаз-7М“
В издадената книга от инж. Кирил Кърлов „Самолетостроенето в България“ авторът защитава тезата, че колективът, който е разработил и внедрил „Лаз-7М“, е ощетен, като не е прието наименованието „ЗАК-1“ (Заводски авторски колектив – едно) т.е. първи разработен самолет. В модифицирането на самолета „Лаз-7“ при смяната на двигателя се налага да се направят следните промени:
- тялото получава овална форма поради влагането на радиалния двигател и моторните покривки, поставени за подобряване обтекаемостта на самолета;
- в колесника се увеличава диаметърът на цилиндъра за поемане на по-големи натоварвания;
- в опашната подпора за демпфер се поставя маслено-въздушна хидравлика, както в „Як-18“, вместо каучукови въжета;
- опашните плоскости са с увеличени площи, с което е увеличен размерът на кормилата;
- най-съществена е промяната в крилото – без да се променят формата, размерът и аеродинамичните показатели, е променена технологията за производство, като е въведена съветска военновременна технология: вместо центроплан и 2 полукрила крилото на „Лаз-7М“ е с цели надлъжници и се монтира няпряво към фюзелажа (това намалява теглото със 70 kg поради премахването на металните хватки на полукрилото и центроплана; недостатък на новото крило е по-трудното му обслужване, особено при използването му като учебно – боен самолет с монтирани крилни картечници;
- пилотската кабина е оборудвана с прибори съветско производство, използвани след войната в самолетите от този тип[2].

С промените се твърди от гл. конструктор инж. Кърлов, че това е нова самолетна конструкция, а не модификация на „Лаз-7“. Идеята на инж. Кърлов за друго име на самолета е приета от заводското ръководство в началото на 1953 г., но не е приета от Управление „Военни заводи“ (УВЗ). Причината е, че в производствените програми на УВЗ и нисшестоящите организации през изтеклата 1952 г. не е планувано производство на самолет с такова наименование, още повече че почти 2 години преди това няма и утвърдено техническо задание с такова наименование при разработката на модификацията на „Лаз-7“ със съветски двигател.
В книгата като документи са отпечатани факсимилета на 2 служебни писма между завода и УВЗ, некоректно поставени там и третиращи разни предложения за наименования, а инж. Цветан Лазаров – вече университетски професор, е обвинен в „славолюбие“.